# Club Deportivo Potosino
El Club Deportivo Potosino es una entidad deportiva en la ciudad de San Luis Potosí, en el estado mexicano del mismo nombre. Fundado en 1940, es el club deportivo más antiguo de la ciudad, reconocido nacionalmente por su desempeño en disciplinas deportivas como la natación y el tenis. El club es comúnmente citado como lugar de nacimiento de la Michelada, pues se cuenta que un socio de nombre Michel Ésper acostumbraba a pedir una cerveza con limón y sal todos los días, en algún momento originando el nombre de la bebida.
El Club Deportivo Potosino es también organizador del torneo anual de tenis Challenger, que ha contado con atletas de talla internacional entre los que destacan Óscar Hernández Pérez, Leonardo Mayer, Dick Norman, Paul-Henri Mathieu, entre otros.